# Haakon VII.

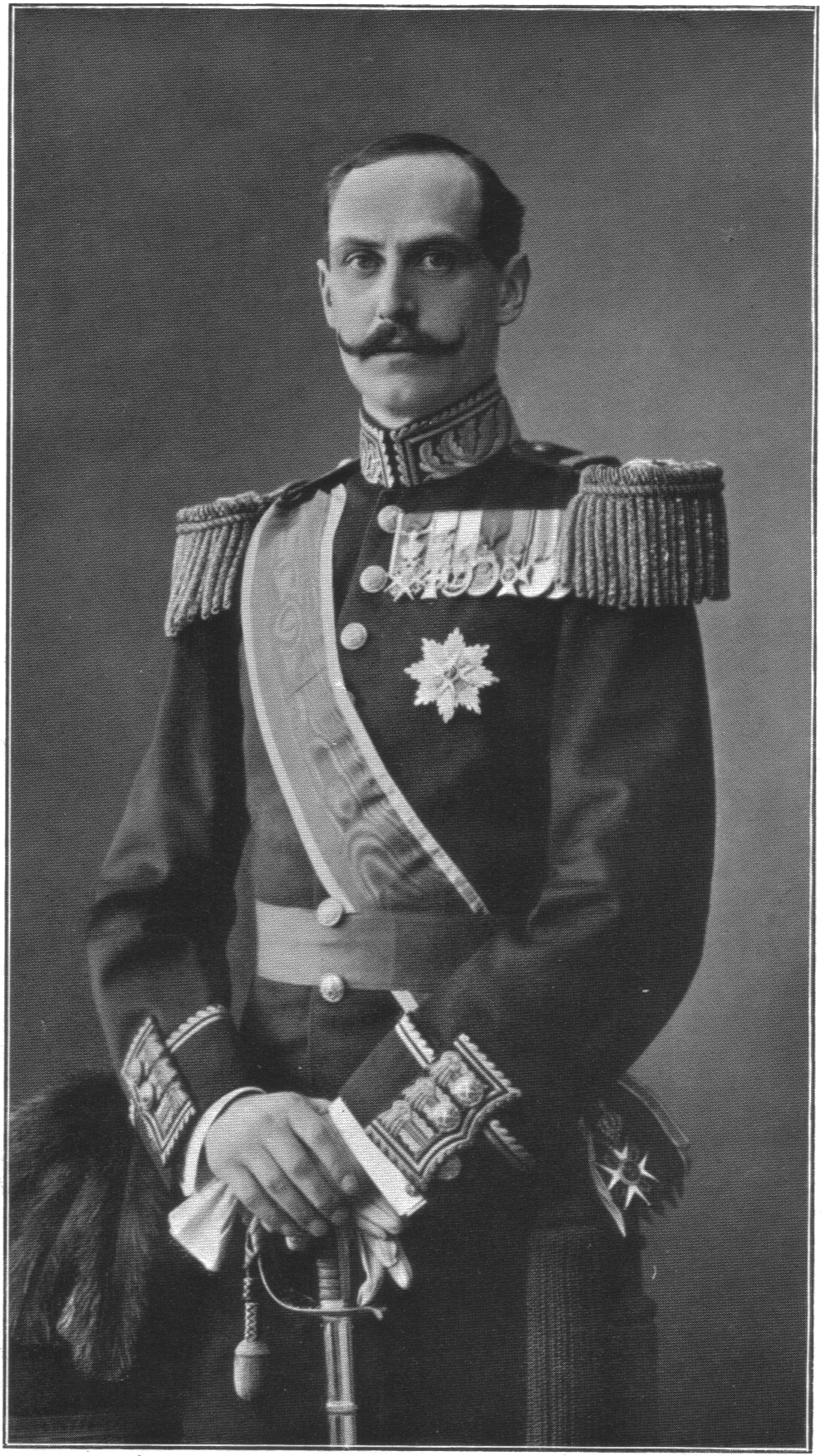
Haakon VII. (vor 1913)

Haakon VII. (als Prinz Christian Frederik Carl Georg Valdemar Axel von Dänemark und Island * 3. August 1872 auf Schloss Charlottenlund, Gentofte; † 21. September 1957 im Königlichen Schloss, Oslo) war von 1905 bis zu seinem Tod König von Norwegen. Nachdem das Land von Schweden unabhängig geworden war, akzeptierte der dänische Prinz aus dem Haus Schleswig-Holstein-Sonderburg-Glücksburg seine Wahl zum König und nahm als solcher den traditionellen Namen Haakon an. Er ist der Stammvater der heutigen norwegischen Königsfamilie.
Während der deutschen Besetzung Norwegens im Zweiten Weltkrieg ging er nach London ins Exil und wurde zum Symbol des nationalen Widerstands.

## Leben

### Herkunft und Jugend

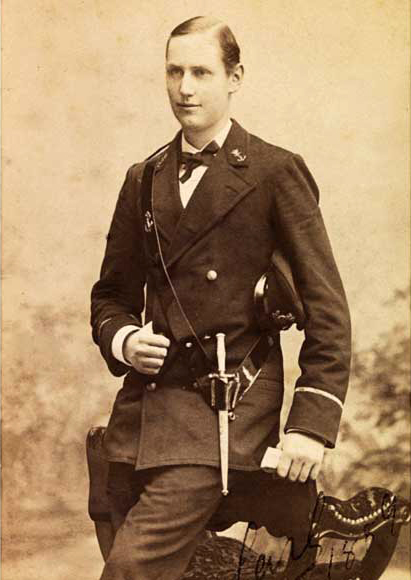
Carl von Dänemark (1889)

Prinz Carl von Dänemark wurde am 3. August 1872 als zweites von acht Kindern des dänischen Kronprinzen Friedrich (ab 1906 Friedrich VIII.) und dessen Gemahlin Louise von Schweden-Norwegen auf Schloss Charlottenlund geboren. Väterlicherseits war er ein Enkel des regierenden dänischen Königs Christian IX., mütterlicherseits des schwedischen Königs Karl XV., der zu dieser Zeit unter dem Namen Karl IV. auch norwegischer König war. Prinz Carl stand hinter seinem Vater und seinem älteren Bruder Prinz Christian an dritter Stelle der dänischen Thronfolge, jedoch ohne wirkliche Aussicht, den Thron zu erben.
Am 7. September 1872 wurde er durch den Primas der Dänischen Volkskirche, den Bischof von Seeland Hans Lassen Martensen, in Charlottenlund auf den Namen Christian Frederik Carl Georg Valdemar Axel getauft, war aber fortan als Prinz Carl bekannt.
Seine Kindheit verbrachte Prinz Carl auf den Schlössern Amalienborg und Charlottenlund. Die Kinder des Kronprinzenpaares erhielten eine christlich dominierte Privaterziehung, die sich durch Strenge, Pflichterfüllung, Sorgfalt und Ordnung auszeichnete. Als nachgeborener Prinz mit geringen Aussichten auf die dänische Königswürde sollte Carl eine Offizierslaufbahn in der Marine einschlagen, weshalb er nach seiner Konfirmation 1886 seine Ausbildung an der Königlichen Marineakademie in Kopenhagen (Søværnets Officersskole) antrat. Diese schloss er 1893 im Rang eines Leutnants ab und diente anschließend in der Königlich-Dänischen Kriegsmarine bis zu seiner Ernennung zum norwegischen König im Jahr 1905. In dieser Zeit nahm er an mehreren Kreuzfahrten teil, darunter 1904–1905 mit dem Geschützten Kreuzer Hejmdal zum Mittelmeer und zum Atlantischen Ozean. 1905 wurde er zum Admiral ernannt.

### Ehe und Nachkommen

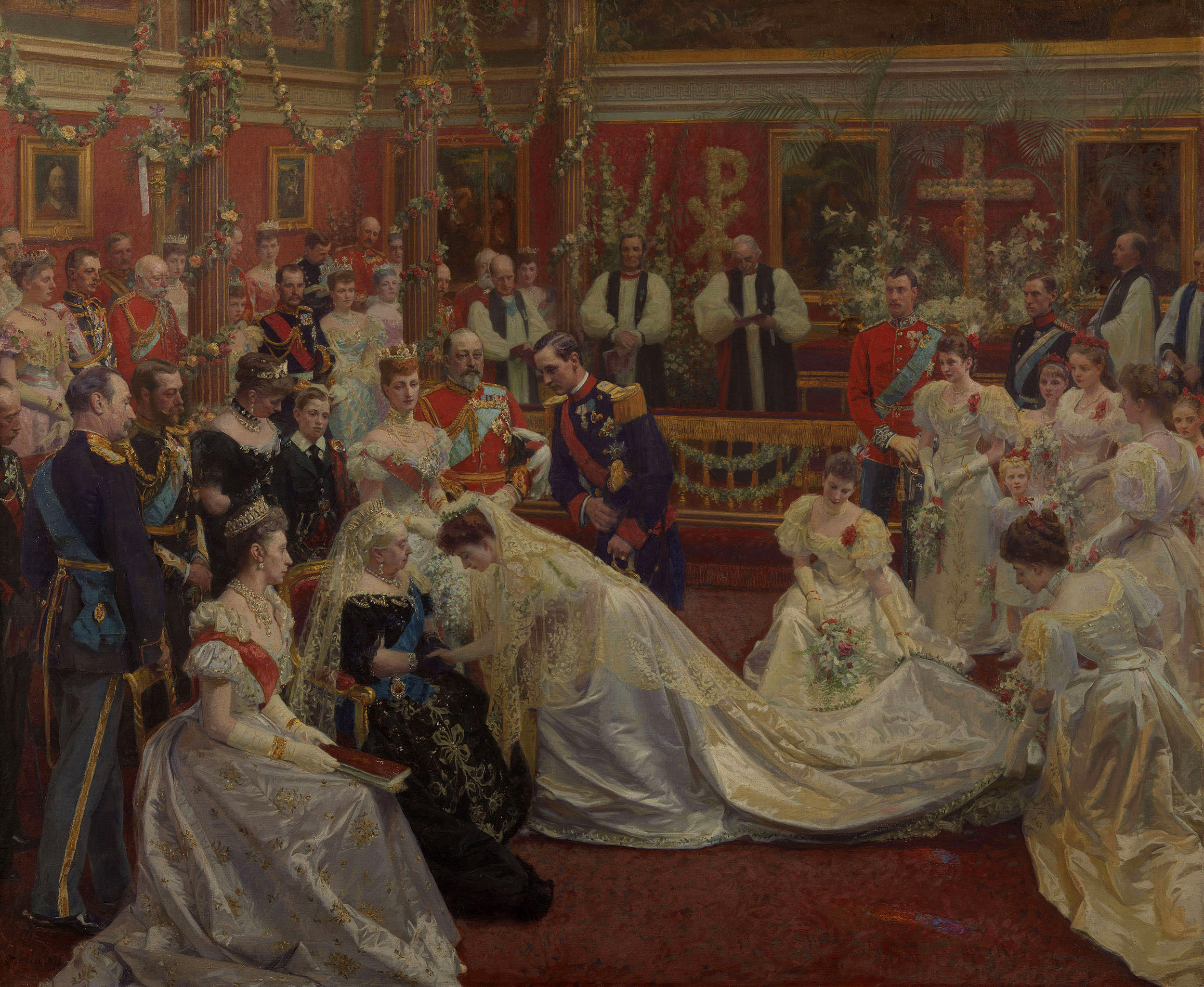
Hochzeit von Prinz Carl und Prinzessin Maud. Gemälde von Laurits Tuxen, 1896

In der Kapelle des Buckingham Palace heiratete Carl am 22. Juli 1896 seine Cousine, Prinzessin Maud von Wales, jüngste Tochter des britischen Thronfolgers, des Fürsten von Wales Albert Eduard (ab 1901 König Eduard VII.) und dessen Gemahlin Alexandra von Dänemark. An der Hochzeit nahm die Großmutter der Braut, die 77-jährige Königin Victoria, teil.
Nach der Hochzeit ließ sich das Paar in Kopenhagen nieder, wo Prinz Carl seine Karriere als Marineoffizier fortsetzte. Sie wohnten dort in einer Wohnung im Palais Bernstorff in der Bredgade, direkt neben Schloss Amalienborg. Der Vater der Braut schenkte dem Paar auch Appleton House auf dem Gelände des Sandringham Estate in Norfolk als Landsitz für die häufigen Aufenthalte seiner Tochter in England. Dort wurde am 2. Juli 1903 das einzige Kind des Paares, Prinz Alexander, der spätere Kronprinz Olav (und schließlich König Olav V. von Norwegen) geboren.

### Thronübernahme (1905)

Monogramm Haakons VII.

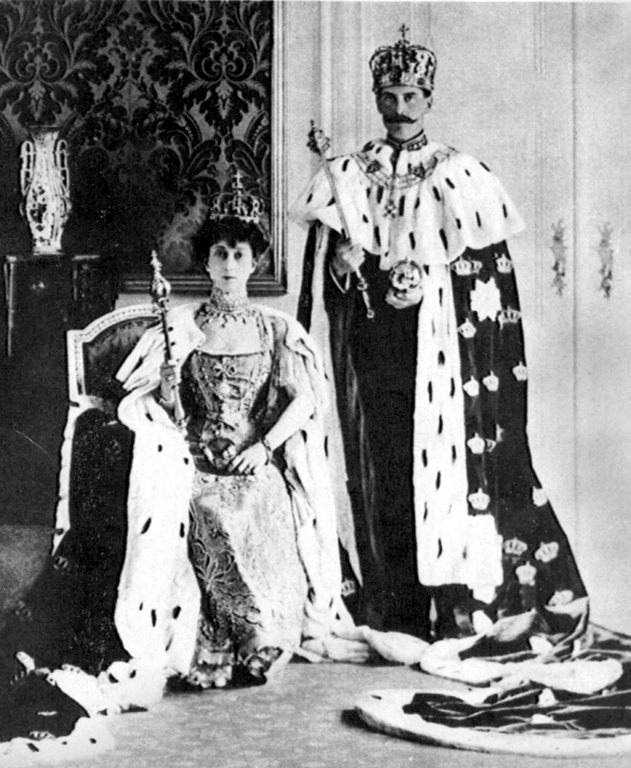
Haakon und Maud im Krönungsornat, 1906

Nach mehrjährigen Meinungsverschiedenheiten wurde die seit 1814 bestehende schwedisch-norwegische Staatenunion 1905 aufgelöst. Nach vorangegangener Aufkündigung durch das Storting, das norwegische Parlament, am 7. Juni, votierte auch die norwegische Bevölkerung am 13. August in einer Volksabstimmung für die Auflösung der Union. Unter Vermittlung der europäischen Großmächte erkannte Schweden nach mehrwöchigen Verhandlungen die Auflösung der Union im Vertrag von Karlstad am 23. September an. Dessen Bestimmungen beinhalteten die volle Anerkennung der Unabhängigkeit Norwegens sowie die Abdankung des schwedischen Königs Oskar II. vom norwegischen Thron. Einen Monat später wurde die Union dann offiziell aufgelöst, als König Oskar II. am 26. Oktober die Dokumente zur Anerkennung der Unabhängigkeit Norwegens unterzeichnete und am selben Tag als norwegischer König abdankte.
Anschließend nominierte ein von der norwegischen Regierung eingesetztes Komitee mehrere Prinzen aus europäischen Königshäusern als Kandidaten für den nun vakanten norwegischen Thron. Schon während der Auflösungsverhandlungen war Carl von Dänemark zum aussichtsreichsten Kandidaten für den vakanten norwegischen Königsthron avanciert. Carl war ein Abkömmling sowohl des dänischen Königshauses, dessen Ahnentafel sich bis zum Geschlecht von Harald I. (852 bis 933) zurückverfolgen ließ, als auch des schwedischen Königshauses Bernadotte. Aufgrund seiner Ehe mit Prinzessin Maud rechnete man damit, dass Großbritannien der Kandidatur wohlwollend gegenüberstehen würde. Der Deutsche Kaiser Wilhelm II. lehnte die Kandidatur Carls entschieden ab. Er war nicht nur Freund König Oskars II., sondern betrachtete eine Thronbesteigung Carls, des Schwiegersohnes Eduards VII., als englische Inbesitznahme Norwegens. Wilhelm versuchte vergeblich, König Oskar dazu zu bewegen, eine Kandidatur eines jüngeren Bernadotte-Prinzen zuzulassen, wozu der Schwedenkönig sich aber nicht durchringen konnte. Auch Zar Nikolaus II. lehnte die Kandidatur seines Cousins Carl ab, den er für völlig ungeeignet und englisch beeinflusst hielt. Kaiser und Zar versuchten schließlich, Carls Onkel Prinz Waldemar von Dänemark als Thronkandidaten aufzubauen, der allerdings ablehnte.
Um den starken republikanischen Strömungen in der öffentlichen Debatte über die Staatsform Rechnung zu tragen, erklärte sich der demokratisch gesinnte Carl zur Annahme der norwegischen Königswürde bereit, sollte dies dem Wunsch der Bevölkerung entsprechen. Daher wurde zunächst die Durchführung einer Volksabstimmung über die zukünftige Staatsform beschlossen. In dieser Volksabstimmung vom 12./13. November 1905 stimmten 79 Prozent der wahlberechtigten Männer für die Einführung einer konstitutionellen Monarchie (259.563 zu 69.264 Stimmen), weshalb das Storting Prinz Carl am 18. November einstimmig zum König wählte. Nach der Zustimmung seines Großvaters Christian IX. nahm Carl die Wahl noch am gleichen Tag an und wählte für sich den alten norwegischen Königsnamen Haakon; seinem Sohn gab er den Namen Olav.
An Bord der Staatsyacht Dannebrog verließ Haakon mit seiner Familie am 23. November 1905 Kopenhagen, bestieg zwei Tage später in Oscarsborg die norwegische Heimdal und erreichte schließlich den Hafen von Christiania, wo er von Ministerpräsident Christian Michelsen feierlich empfangen wurde. Vor dem Storting leistete der Monarch am 27. November den Eid auf die Verfassung und verkündete seinen Wahlspruch „Alt for Norge“ („Alles für Norwegen“). Damit war Haakon VII. der erste König eines unabhängigen Norwegens seit 518 Jahren.
Am 22. Juni 1906 wurden Haakon und Maud im Trondheimer Nidarosdom von Bischof Vilhelm Andreas Wexelsen gesalbt und feierlich gekrönt. Infolge der Streichung des Krönungsparagraphen aus der Verfassung im Jahre 1908 war dies die letzte Krönung eines norwegischen Monarchen.

### Als König (1905 bis 1957)

#### Erste Regierungsjahre

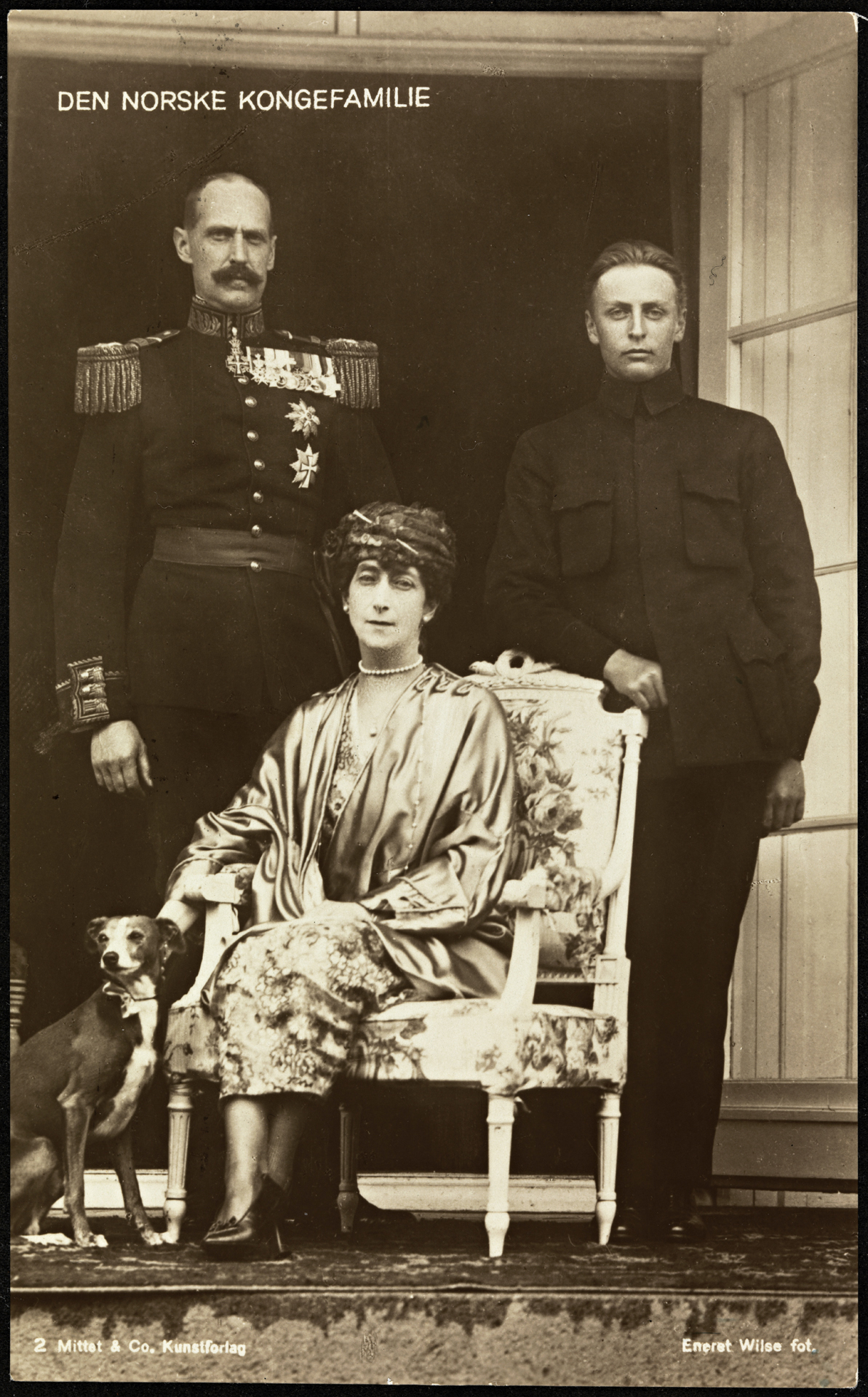
Die Königsfamilie (1921)

Haakon war bestrebt, im egalitär orientierten Norwegen die Rolle des Königshauses neu zu definieren und ein Gleichgewicht zwischen den unkonventionellen norwegischen Umgangsformen und dem Repräsentationsbedürfnis der Monarchie zu finden. Er akzeptierte seine Rolle als konstitutioneller Monarch und verhielt sich politischen Beschlüssen gegenüber stets loyal, was wesentlich dazu beitrug, die junge Monarchie in der Gesellschaft zu konsolidieren.
Durch ausgedehnte Reisen lernte das Königspaar das Land in den ersten Regierungsjahren kennen und gab sich dabei sehr volksnah und ungezwungen im Umgang, wodurch sie große Sympathien breiter Bevölkerungsschichten gewannen. Durch seinen taktvollen und diskreten Lebensstil wirkte der Monarch als verbindendes Symbol der nationalen Einheit und Haakon erhielt den Beinamen „Folkekongen“ (Volkskönig).
Eine besondere Vorliebe entwickelte Haakon für das Skifahren, den norwegischen Nationalsport.
Nach Ausbruch des Ersten Weltkriegs erklärte die Regierung Norwegen für neutral. Der König unterstützte die Neutralitätspolitik durch seine Teilnahme am Dreikönigstreffen vom 18. Dezember 1914 im schwedischen Malmö. In einer gemeinsamen Erklärung bekräftigten die drei skandinavischen Monarchen Gustav V. von Schweden, Christian X. von Dänemark und Haakon VII. die strikte Neutralität ihrer Staaten während des Krieges.
1928 beauftragte der König die bei den Wahlen im Oktober des vorangegangenen Jahres siegreiche sozialistische Arbeiterpartei mit der Regierungsbildung und bestätigte so die erste sozialistische Regierung Norwegens, mit den berühmt gewordenen Worten: „Ich bin auch der König der Kommunisten.“
Am 20. November 1938 starb Königin Maud an Herzschwäche, Haakon ging danach keine Ehe mehr ein.

#### Zweiter Weltkrieg

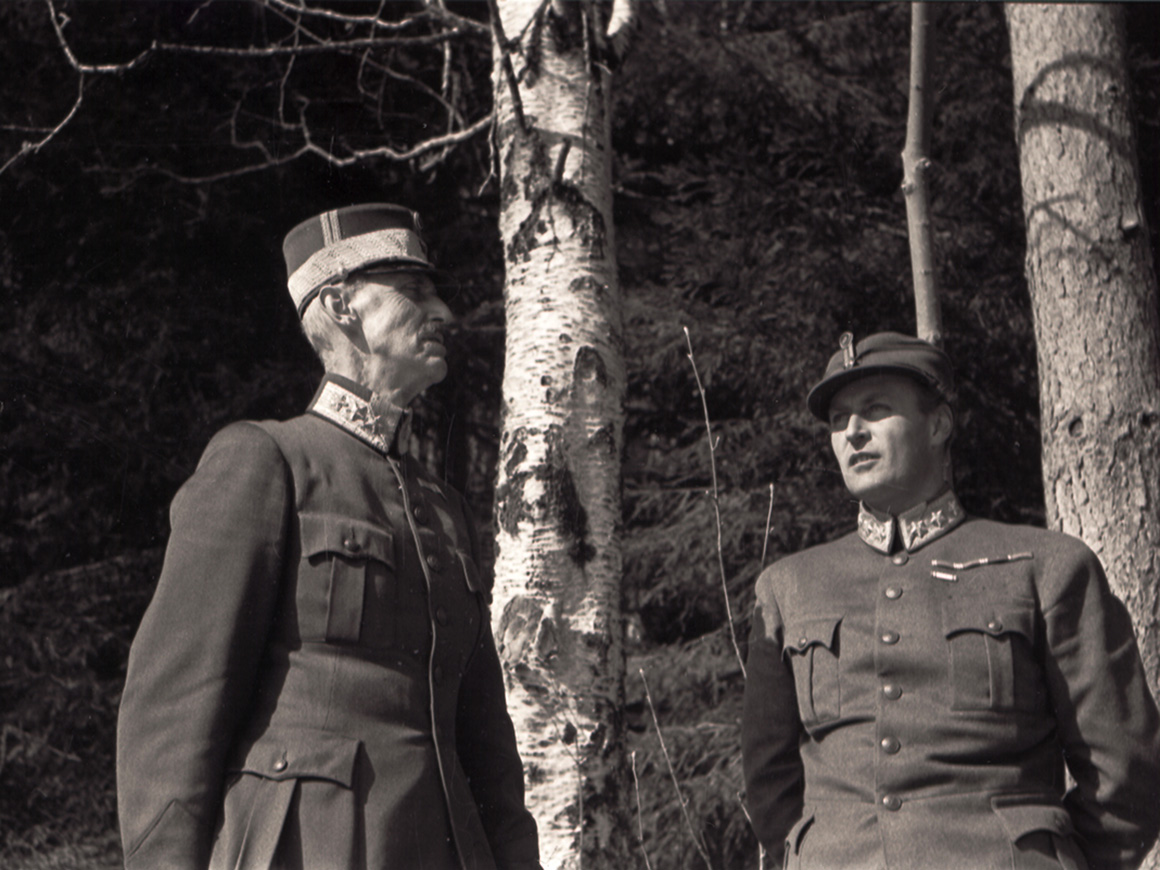
Haakon und Olav während des Krieges

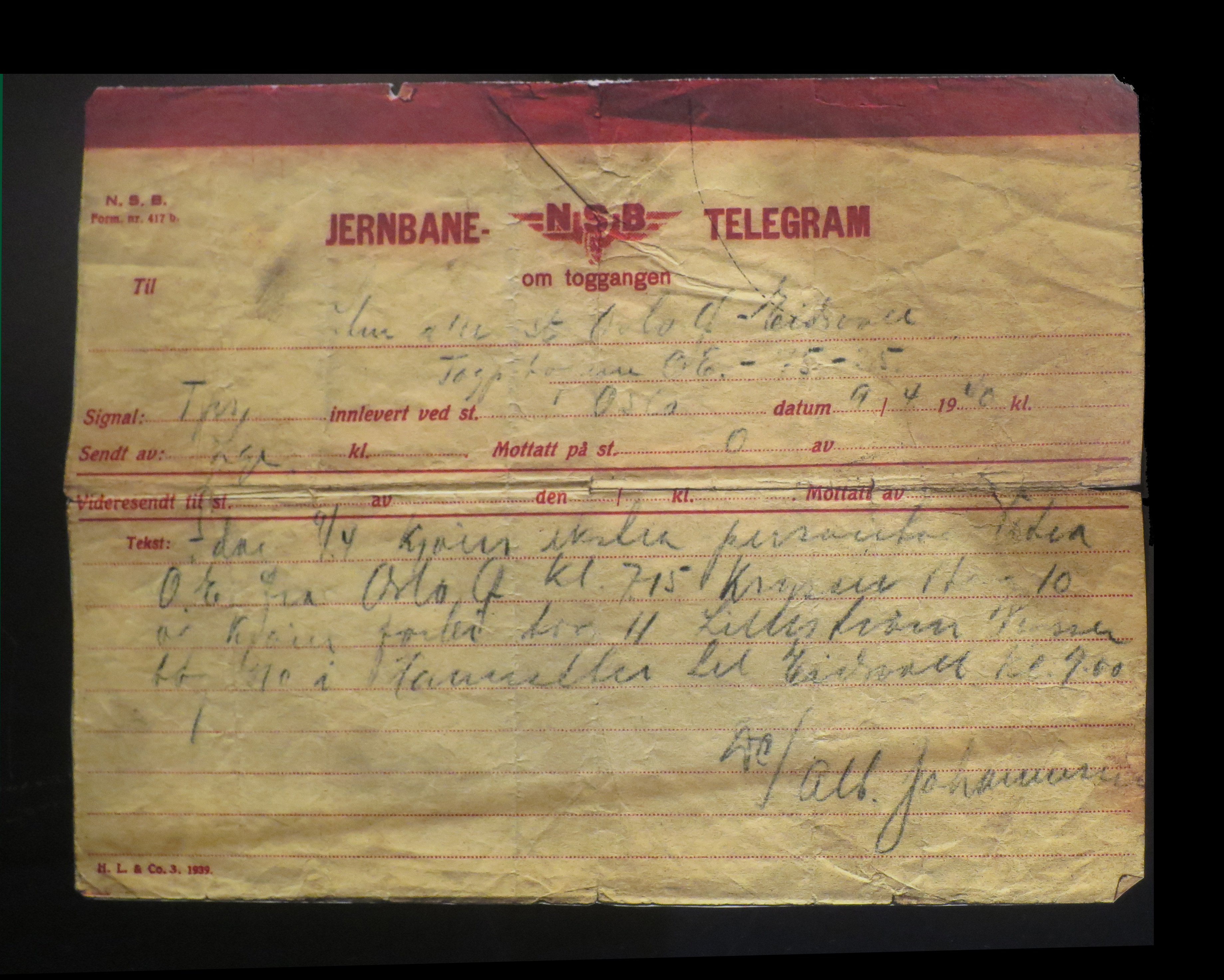
Telegramm der Norwegischen Staatsbahn zur Fahrt des Sonderzuges, mit dem König Haakon VII. am 9. April 1940 aus Oslo evakuiert wurde

Nach Ausbruch des Zweiten Weltkriegs im September 1939 setzte Norwegen seine Neutralitätspolitik aus dem Ersten Weltkrieg fort, um das Land erneut aus dem Konflikt heraushalten zu können. Ungeachtet der Neutralitätserklärungen besetzte die deutsche Wehrmacht am 9. April 1940 Dänemark und griff Norwegen ohne vorherige Kriegserklärung an (Unternehmen Weserübung). Die königliche Familie, die Regierung und zahlreiche Stortingabgeordnete reisten von Oslo in die 140 km nördlich gelegene Kleinstadt Elverum. Dort bevollmächtigte das Storting Haakon VII. und die Regierung, das Land für die Dauer des Krieges ohne Parlament zu regieren (Elverumsfullmakta). Bei einem Treffen am 10. April beantwortete Haakon die ultimative Forderung des deutschen Botschafters Curt Bräuer nach sofortiger Einstellung des militärischen Widerstands sowie der Ernennung des Faschistenführers Vidkun Quisling zum Ministerpräsidenten mit einer klaren Absage. Anschließend brachte der König erstmals seit 1905 in einer Sitzung des Staatsrats seine eigene Meinung zum Ausdruck, bevor er die seiner Regierung hörte: Er habe sich seit 1905 an die norwegische Verfassung gehalten. Sollte sich die legale Regierung entscheiden, aufgrund der schwierigen Situation vor den Deutschen zu kapitulieren und auf deren Forderungen einzugehen, würde er dies zwar verstehen, für sich aber keine andere Wahl sehen als abzudanken. Daraufhin lehnte das Kabinett die deutschen Forderungen ab und verkündete in einer landesweit ausgestrahlten Radioansprache, den Widerstand so lange wie möglich fortsetzen zu wollen. Die konsequente Haltung Haakons in diesen Tagen bildete in der Folge die Grundlage für den norwegischen Widerstandskampf gegen den NS-Staat.
Als Reaktion auf die Ablehnung der Forderungen bombardierte die deutsche Luftwaffe am 11. April das Dorf Nybergsund, den Aufenthaltsort von König, Kronprinz und Regierung. Ihnen gelang die Flucht nach Nordwesten: sie reisten in die Küstenstadt Molde (440 km) und von dort aus 1350 km entlang der Küste bis nach Tromsø, das sie Anfang Mai schließlich erreichten. Es wurde zur provisorischen Hauptstadt erklärt.
Am 10. Mai 1940 begann die Wehrmacht den Westfeldzug und überfiel die Beneluxländer. Wenige Tage später hatten die Niederlande kapituliert und es zeichnete sich ab, dass das Britische Expeditionskorps (BEF), die belgische Armee und die französische 1. Armee und 7. Armee von der französischen Hauptstreitmacht im Süden getrennt werden würden ('Sichelschnitt').
Daraufhin zog Großbritannien seine Truppen aus dem umkämpften Norwegen zurück. Am 7. Juni wurden Haakon, Kronprinz Olav, die Regierung sowie zahlreiche Diplomaten an Bord des britischen Kreuzers Devonshire von Tromsø ins Exil nach London evakuiert. Die norwegischen Streitkräfte kapitulierten am 10. Juni 1940. Johan Nygaardsvold bildete in London eine Exilregierung, die den Widerstand fortsetzte.
Der deutsche Reichskommissar für das besetzte Norwegen, Josef Terboven, unternahm einen Versuch der politischen Neuordnung Norwegens im Sinne des Deutschen Reiches. Er sprach sowohl Haakon als auch der Exilregierung die Legitimität ab, indem er versuchte, das Storting dazu zu bewegen, den König zur Abdankung aufzufordern. Unter deutschem Druck bat das Storting Haakon am 27. Juni 1940 in einem Brief abzudanken, was dieser am 8. Juli in einer Radioansprache via BBC World Service ablehnte. Dadurch avancierte Haakon endgültig zum wichtigsten Symbol der Bereitschaft des norwegischen Volkes, für ein freies und unabhängiges Norwegen zu kämpfen. Die Rundfunkreden des Königs verstärkten dessen Symbolkraft und verliehen der Widerstandsbewegung damit Legitimität. Das „H7“-Monogramm diente als stilles Zeichen des Widerstands und der Solidarität mit dem Monarchen.

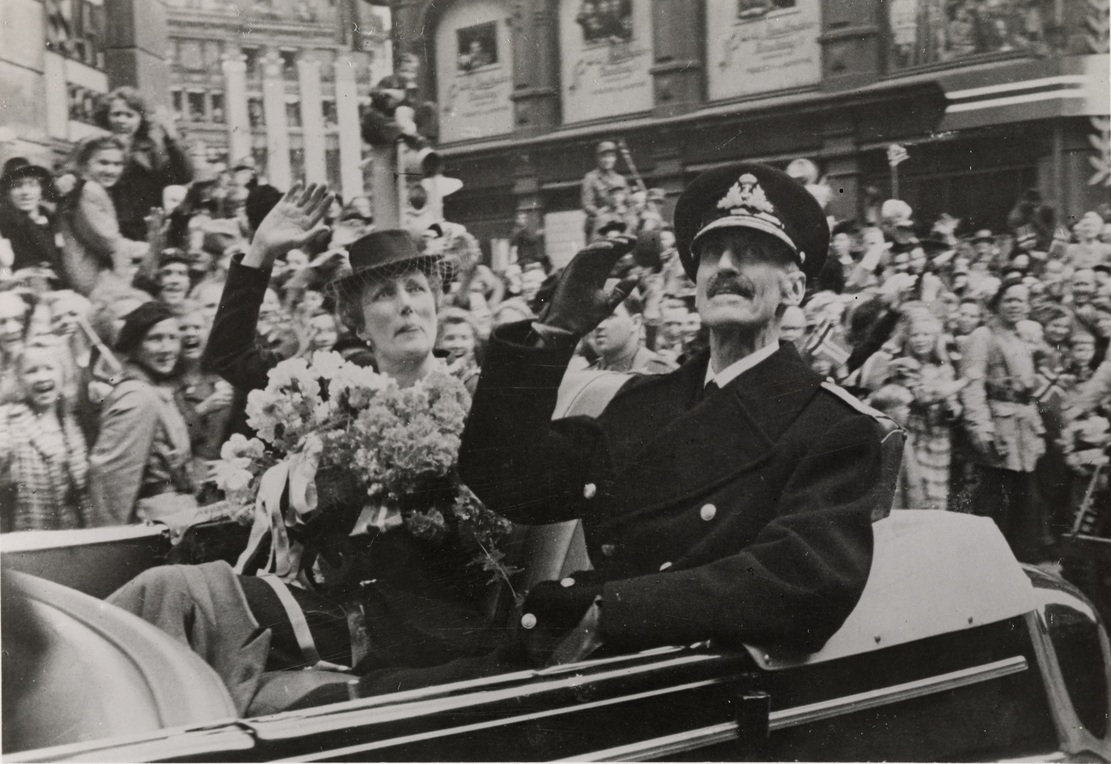
Empfang Haakons nach seiner Rückkehr 1945, links neben ihm Kronprinzessin Märtha

Die Kriegsjahre waren die politisch aktivsten in Haakons Regierungszeit. Er hielt Kontakt zur britischen Königsfamilie, stand den wöchentlich stattfindenden Kabinettssitzungen vor und inspizierte norwegische Exiltruppen, die den Kampf an der Seite Großbritanniens fortsetzten. Sein britischer Adjutant war Herbrand Charles Alexander, der Sohn des Earl of Caledon. Im Exil verband Haakon und den umstrittenen Widerstandskämpfer Johannes Sigfred Andersen eine ungewöhnliche Freundschaft.
Am 23. Mai 1941 stiftete der König mit dem Kriegskreuz die höchstrangige Auszeichnung Norwegens.
Ein reicher schottischer Geschäftsmann norwegischer Abstammung stellte dem König Carbisdale Castle als Residenz zur Verfügung. Dort wurde am 22. Juni 1941 auf der Carbisdale-Konferenz vereinbart, dass sowjetische Truppen, sollten sie norwegisches Territorium besetzen, dieses nach Kriegsende wieder räumen sollten, was dann auch tatsächlich so geschah. Die am 1. Februar 1942 von der deutschen Besatzungsmacht installierte Marionettenregierung unter Vidkun Quisling erkannte Haakon VII. nicht an.
Nach dem Ende des Zweiten Weltkriegs in Europa kehrte Haakon am 7. Juni 1945, genau fünf Jahre nach seiner Flucht, an Bord des britischen Kreuzers Norfolk in sein befreites Heimatland zurück. Im Hafen von Oslo wurde er von einer jubelnden Menschenmenge begeistert empfangen.

#### Späte Regierungsjahre

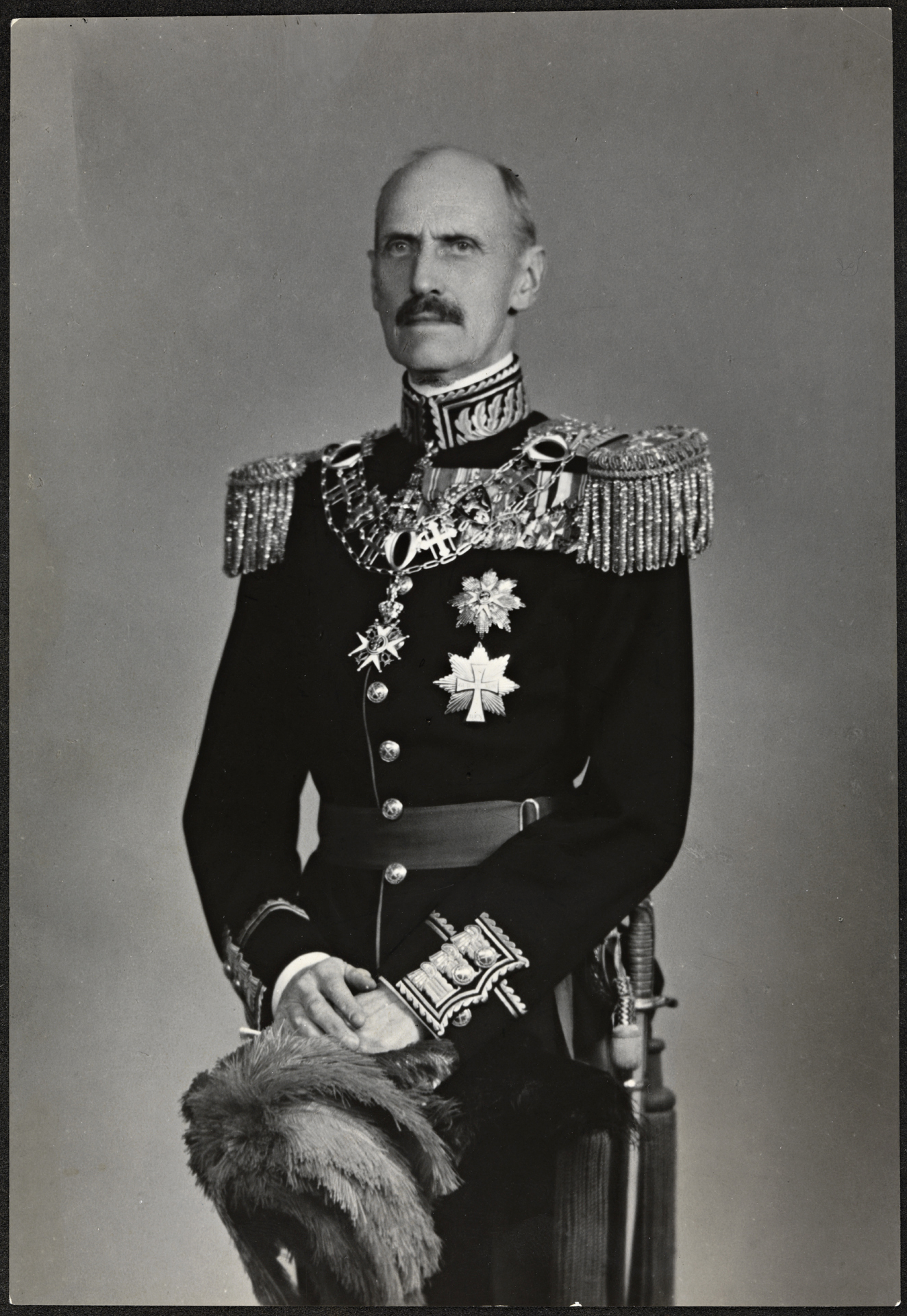
Haakon VII. (1946)

Die politischen Aufgaben, die Haakon im Widerstand übernommen hatte, setzte er nach seiner Rückkehr nicht fort und beschränkte sich auf seine verfassungsmäßigen Pflichten als Staatsoberhaupt. Noch im Spätsommer 1945 begab er sich auf eine ausgedehnte Rundreise, um die Kriegsschäden zu begutachten und der Bevölkerung Trost zu spenden. Aufgrund seiner Rolle während des Krieges sowie seiner persönlichen Integrität galt Haakon VII. als höchste moralische Instanz des Landes und genoss großes Ansehen in allen Bevölkerungsschichten.
Um dem König für seine Verdienste während des Krieges zu danken, erwarb das norwegische Volk anlässlich seines bevorstehenden 75. Geburtstags im Rahmen einer groß angelegten Stiftungs- und Spendenaktion die britische Motoryacht Philante. Diese wurde Haakon 1948 als K/S Norge als königliche Yacht übergeben und steht der königlichen Familie bis heute zur Verfügung.

### Lebensende
Bei einem Sturz im Juni 1955 zog sich der inzwischen 82-jährige Haakon eine Oberschenkelfraktur zu und war fortan auf einen Rollstuhl angewiesen. Seiner persönlichen Mobilität beraubt, zog er sich in der Folge vollständig aus der Öffentlichkeit zurück und ließ sich durch Kronprinz Olav vertreten.
Haakon VII. starb am 21. September 1957 im Königlichen Schloss von Oslo. Unter großer Anteilnahme der Bevölkerung wurde er am 1. Oktober im Mausoleum der Festung Akershus, an der Seite seiner 1938 verstorbenen Ehefrau Maud, beigesetzt. Der Trauerzug wurde von Olav V. und Kronprinz Harald angeführt, weiterhin nahmen die Monarchen Gustav VI. Adolf von Schweden, Frederik IX. von Dänemark, Baudouin von Belgien und Paul von Griechenland sowie Henry von Gloucester als Vertreter des Hauses Windsor, teil.

## Vorfahren
|  |                                                      |  |  |  |  |  |  |  |  |  |  |  |  |
|  | Friedrich Wilhelm von Schleswig-Holstein (1785–1831) |  |  |  |  |  |  |  |  |  |  |  |  |
|  |                                                      |  |  |  |  |  |  |  |  |  |  |  |  |
|  |                                                      |  |  |  |  |  |  |  |  |  |  |  |  |
|  | Christian IX. König von Dänemark (1818–1906)         |  |  |  |  |  |  |  |  |  |  |  |  |
|  |                                                      |  |  |  |  |  |  |  |  |  |  |  |  |
|  |                                                      |  |  |  |  |  |  |  |  |  |  |  |  |
|  | Luise Karoline von Hessen-Kassel (1789–1867)         |  |  |  |  |  |  |  |  |  |  |  |  |
|  |                                                      |  |  |  |  |  |  |  |  |  |  |  |  |
|  |                                                      |  |  |  |  |  |  |  |  |  |  |  |  |
|  | Friedrich VIII. König von Dänemark (1843–1912)       |  |  |  |  |  |  |  |  |  |  |  |  |
|  |                                                      |  |  |  |  |  |  |  |  |  |  |  |  |
|  |                                                      |  |  |  |  |  |  |  |  |  |  |  |  |
|  | Wilhelm von Hessen (Rumpenheim) (1787–1867)          |  |  |  |  |  |  |  |  |  |  |  |  |
|  |                                                      |  |  |  |  |  |  |  |  |  |  |  |  |
|  |                                                      |  |  |  |  |  |  |  |  |  |  |  |  |
|  | Louise von Hessen (1817–1898)                        |  |  |  |  |  |  |  |  |  |  |  |  |
|  |                                                      |  |  |  |  |  |  |  |  |  |  |  |  |
|  |                                                      |  |  |  |  |  |  |  |  |  |  |  |  |
|  | Louise Charlotte von Dänemark (1789–1864)            |  |  |  |  |  |  |  |  |  |  |  |  |
|  |                                                      |  |  |  |  |  |  |  |  |  |  |  |  |
|  |                                                      |  |  |  |  |  |  |  |  |  |  |  |  |
|  | Haakon VII. König von Norwegen                       |  |  |  |  |  |  |  |  |  |  |  |  |
|  |                                                      |  |  |  |  |  |  |  |  |  |  |  |  |
|  |                                                      |  |  |  |  |  |  |  |  |  |  |  |  |
|  | Oskar I. König von Schweden (1799–1859)              |  |  |  |  |  |  |  |  |  |  |  |  |
|  |                                                      |  |  |  |  |  |  |  |  |  |  |  |  |
|  |                                                      |  |  |  |  |  |  |  |  |  |  |  |  |
|  | Karl XV. König von Schweden (1826–1872)              |  |  |  |  |  |  |  |  |  |  |  |  |
|  |                                                      |  |  |  |  |  |  |  |  |  |  |  |  |
|  |                                                      |  |  |  |  |  |  |  |  |  |  |  |  |
|  | Josephine von Leuchtenberg (1807–1876)               |  |  |  |  |  |  |  |  |  |  |  |  |
|  |                                                      |  |  |  |  |  |  |  |  |  |  |  |  |
|  |                                                      |  |  |  |  |  |  |  |  |  |  |  |  |
|  | Louise von Schweden-Norwegen (1851–1926)             |  |  |  |  |  |  |  |  |  |  |  |  |
|  |                                                      |  |  |  |  |  |  |  |  |  |  |  |  |
|  |                                                      |  |  |  |  |  |  |  |  |  |  |  |  |
|  | Friedrich Prinz der Niederlande (1797–1881)          |  |  |  |  |  |  |  |  |  |  |  |  |
|  |                                                      |  |  |  |  |  |  |  |  |  |  |  |  |
|  |                                                      |  |  |  |  |  |  |  |  |  |  |  |  |
|  | Luise von Oranien-Nassau (1828–1871)                 |  |  |  |  |  |  |  |  |  |  |  |  |
|  |                                                      |  |  |  |  |  |  |  |  |  |  |  |  |
|  |                                                      |  |  |  |  |  |  |  |  |  |  |  |  |
|  | Luise von Preußen (1808–1870)                        |  |  |  |  |  |  |  |  |  |  |  |  |
|  |                                                      |  |  |  |  |  |  |  |  |  |  |  |  |
|  |                                                      |  |  |  |  |  |  |  |  |  |  |  |  |

## Titel und Wappen

Königlich-norwegisches Wappen

- 3. August 1872 bis 18. November 1905: Seine Königliche Hoheit Prinz Carl von Dänemark
- 18. November 1905 bis 21. September 1957: Seine Majestät Haakon VII., von Gottes Gnaden, König von Norwegen

## Ehrungen und Namensverleihungen
- Bezirk Haakon County im US-Bundesstaat South Dakota
- Haakon-VII-Plateau (Haakon den Syvendes Vidde), die Hochebene am Südpolplateau, wo sich der geographische Polpunkt befindet (von Roald Amundsen 1911 erreicht)
- Haakon VII, höchster Punkt des Stratovulkans Beerenberg auf der Insel Jan Mayen, 2.277 m.